# Wylinka

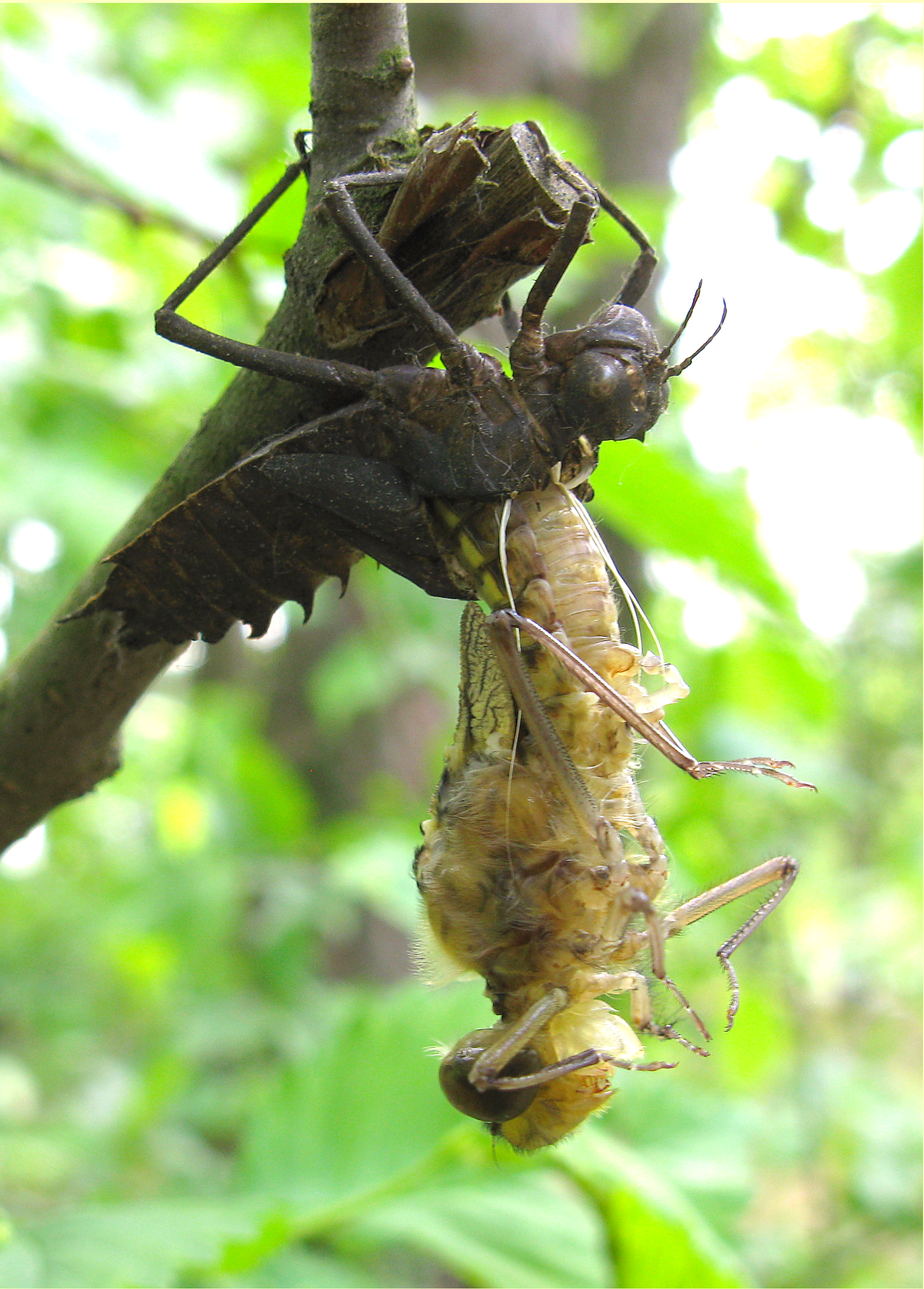
Liniejąca ważka

Wylinka cykady

Wylinka, egzuwium (exuvium, exuvies) – zewnętrzna część powłoki ciała zwierząt zrzucana przy linieniu, np. oskórek (kutykula) stawonogów, zrogowaciałe warstwy naskórka gadów. 
W trakcie wzrostu niektórych zwierząt powierzchnia ich ciała nie rośnie wraz z nimi i po pewnym czasie staje się za mała, pęka, a następnie zostaje zrzucona. Rosnący osobnik ma nową, najczęściej jeszcze miękką powłokę, łatwo ulegającą deformacjom i nieprzygotowaną do ochrony przed potencjalnym napastnikiem.
Wylinka jest oznaczana skrótami: wyl., L.
Cyfra przy L oznacza numer kolejnej wylinki. Larwa po urodzeniu (wykluciu) to L1, po pierwszej wylince – L2, po następnej – L3 itd.
Osobnik od urodzenia (wyklucia) we wszystkich stadiach larwalnych nazywany jest nimfą.